# Трашкова, Таисия Дементьевна
Таисия Дементьевна Трашкова (Фетисова) (род. 1924) — советский передовик производства в пищевой промышленности. Герой Социалистического Труда (1948).

## Биография
Родилась в 1924 году в селе Воронихе Ребрихинского района Алтайского края в крестьянской семье.
После окончания начальной школы поступила работать в совхоз «Алейский», работала на разных должностях, позже окончила курсы механизаторов.
С 1941 года, в начале Великой Отечественной войны Т. Д. Фетисова возглавила полеводческое звено и приложила много сил, добиваясь повышения урожайности,  изучала технику и смело внедряла передовой опыт, что не преминуло сказаться на результатах урожая первых послевоенных лет.
В 1947 году по итогам работы за год звеном Т. Д. Фетисовой был получен урожай ржи 41,1 центнера с гектара на закреплённом участке площадью 10 гектаров.
14 мая 1948 года Указом Президиума Верховного Совета СССР «за получение высоких урожаев пшеницы и ржи» Таисья Дементьевна Фетисова была удостоена звания Героя Социалистического Труда с вручением Ордена Ленина и золотой медали «Серп и Молот».
С 1957 по 1979 год Т. Д. Трашкова  работала на Алейском мелькомбинате.
Помимо основной деятельности Т. Д. Трашкова избиралась депутатом Алейского городского и районного Советов народных депутатов.
Проживает в городе Алейске.

## Награды
- Медаль «Серп и Молот» (14.05.1948)
- Орден Ленина (14.05.1948)
- Медаль «За трудовую доблесть» (11.06.1949)
- Медаль «За доблестный труд в Великой Отечественной войне 1941—1945 гг.»